# Graúna-de-brewer
Sargento-de-brewer ou graúna-violácea (Euphagus cyanocephalus) é um melro do Novo Mundo de tamanho médio. É nomeado após o ornitólogo Thomas Mayo Brewer.

## Descrição
Os machos adultos têm plumagem preta com cabeça e pescoço roxo iridescente e reflexos verde-azulados brilhantes no resto do corpo. Os pés e as pernas são pretos e o olho é amarelo brilhante. A fêmea é cinza-acastanhada com leves indícios de iridescência do macho. O olho da fêmea é marrom escuro, enquanto o do macho é amarelo brilhante. No geral, eles se assemelham ao membro oriental do mesmo gênero, o melro enferrujado ; o melro-de-cervejeiro, no entanto, tem o bico mais curto e a cabeça do macho é roxa iridescente .  Esta ave é muitas vezes confundida com o grackle comum, mas tem uma cauda mais curta. A chamada é um xeque certeiro que também é distinguível. Esta ave pertence a uma família diferente do melro euro -asiático.
| Medidas padrão | Medidas padrão              |
| -------------- | --------------------------- |
| comprimento    | 8–10.3 in (200–260 mm)      |
| peso           | 63 g (2.2 oz)               |
| Envergadura    | 15.5 in (390 mm)            |
| asa            | 121–133 mm (4.8–5.2 in)     |
| rabo           | 95–102.5 mm (3.74–4.04 in)  |
| culmen         | 20.4–24 mm (0.80–0.94 in)   |
| tarso          | 29.5–33.5 mm (1.16–1.32 in) |

## Habitat
Seu habitat de reprodução são áreas abertas e semi-abertas, muitas vezes perto da água, no centro e oeste da América do Norte . O ninho de copa pode ser localizado em vários locais: em uma árvore, na grama alta ou em um penhasco. Eles costumam nidificar em colônias . Eles também são muito comuns em estacionamentos e se adaptam facilmente à presença de pessoas.
Essas aves costumam ser residentes permanentes no oeste. Outras aves migram para o sudeste dos Estados Unidos e México . O alcance desta ave vem se expandindo para o leste na região dos Grandes Lagos .

## Alimentando
Eles se alimentam em águas rasas ou em campos, comendo principalmente sementes e insetos, algumas bagas. Às vezes, eles pegam insetos em voo. Eles se alimentam em bandos fora da época de reprodução, às vezes com outros melros.

## Status protegido
O melro-de-cervejeiro ( Euphagus cyanocephalus ) é protegido nos Estados Unidos pela Lei do Tratado de Aves Migratórias de 1918,  no entanto, exceções são concedidas sob 50 CFR parte 21 (2014)  para animais que cometem ou estão prestes a cometer depredações sobre plantas ornamentais ou árvores de sombra, culturas agrícolas, gado ou vida selvagem, ou quando concentrados em tal número e de maneira que sejam um perigo para a saúde ou outro incômodo.